# Перклиці
Перклиці (пол. Perklice, нім. Pirklitz) — село в Польщі, у гміні Міколайки-Поморські Штумського повіту Поморського воєводства.
Населення — 31 особа (2011).
У 1975-1998 роках село належало до Ельблонзького воєводства.

## Демографія
Демографічна структура станом на 31 березня 2011 року:
|          | Загалом | Допрацездатний вік | Працездатний вік | Постпрацездатний вік |
| -------- | ------- | ------------------ | ---------------- | -------------------- |
| Чоловіки | 20      | 3                  | 15               | 2                    |
| Жінки    | 11      | 1                  | 7                | 3                    |
| Разом    | 31      | 4                  | 22               | 5                    |